# Вытесняющая многозадачность
Вытесняющая многозадачность (приоритетная многозадачность, англ. preemptive multitasking, дословно упреждающая многозадачность) — это вид многозадачности, при которой операционная система принимает решение о переключении между задачами по истечении некоего кванта времени.

## Особенности
Решение принимается в соответствии с приоритетами задач. В отличие от кооперативной многозадачности, управление операционной системе передаётся вне зависимости от состояния работающих приложений, благодаря чему, в частности, зависшие (к примеру — зациклившиеся) приложения, как правило, не «подвешивают» операционную систему. За счёт регулярного переключения задач также улучшается отзывчивость системы, оперативность освобождения ресурсов системы, которые больше не используются задачей.
В реализации вытесняющая многозадачность отличается от кооперативной, в частности, тем, что требует обработки системного прерывания от аппаратного таймера. По истечении кванта времени, отведённого процессу, происходит прерывание и вызывается планировщик процессов. Частота вызова планировщика критична: слишком частый его вызов будет расходовать процессорное время впустую.

## Поддержка в операционных системах
Вытесняющая многозадачность используется в большинстве современных операционных систем общего назначения, к примеру: Windows 9x и NT, Linux (и другие UNIX) и OS/2, Mac OS и BeOS, MenuetOS и KolibriOS. Примером системы с вытесняющей многозадачностью более ранней, чем UNIX, может служить VMS. Она также используется во многих встраиваемых операционных системах реального времени, таких как FreeRTOS.